# Recovery
Recovery (с англ. — «Восстановление») — седьмой студийный альбом американского рэпера Эминема, издан в 2010 году. Самый продаваемый альбом 2010 года в США. Выход Recovery был подтвержден во время пресс-релиза Эминема, состоявшегося 5 марта 2009, и альбом был первоначально назван Relapse 2. Все было намечено на выпуск альбома продолжения в 2009, после выпуска альбома Relapse, но релиз был перенесен на следующий 2010 год. Позже было опубликовано окончательное название альбома, Recovery; также была подтверждена дата выпуска альбома: 21 июня в Соединенном Королевстве, (в остальных странах Европы 18 июня) 21 июня в Соединенных Штатах. Альбом дебютировал на первой строчке Billboard 200, Top R&B/Hip-Hop Albums и Rap Albums Chart.

## Продажи
В первую неделю в США было продано более 741,000 копий альбома «Recovery», в Великобритании тираж составил без малого 140 тысяч экземпляров. По миру в первую неделю было продано около 500,000 копий. Альбом продержался 7 недель на 1-м месте в чарте Billboard 200.
К концу 2010 года продажи альбома по всему миру составили 2,7 миллионов копий. 5 июля 2011 года он стал первым альбомом, чьи цифровые продажи достигли одного миллиона проданных копий.

## История
5 марта 2009 Interscope Records объявил дату выхода Relapse, а также сказали, что следующий альбом, Relapse 2, будет выпущен во второй половине этого года. В пресс-релизе Эминем рассказал, что он и Dr. Dre записали большое количество песен и, таким образом, выпустят 2 альбома. Согласно Ангелой Йи (Shade 45) в интервью с Eminem 23 апреля 2009 года, Relapse 2 будет продолжением первого альбома. 25 июня 2009 Эминем на радио Shade45 сказал, что в студии заканчивает Relapse 2 и собирается выпустить альбом в 2010 году.
Но Эминем позднее сказал: «Я первоначально планировал выпустить Relapse 2 в 2009 году, но в ходе записи и работы с новыми продюсерами идея сиквела к Relapse стала казаться мне всё менее и менее осмысленной, и я решил записать совершенно новый альбом. Музыка на Recovery получилась совершенно непохожей на Relapse, и я думаю, что она заслуживает своего собственного названия».
29 апреля в 10.00 часов в Детройте на радио Shade 45 вышел сингл «Not Afraid».
Вскоре был снят клип на данный сингл. Премьера видео состоялась 5 июня в 16:30. Часть клипа была снята в Нью-Йорке, а ещё часть, на улицах в центре города Нью-Джерси.
Recovery появился в продаже 18 июня в Европе и 21 июня в США и Соединенном Королевстве.
Следующим синглом оказался трек «Love the Way You Lie», исполненный вместе с Rihanna. Съемки клипа на этот сингл начались 20 июля, а премьера состоялась 5 августа. В главных ролях в клипе участвовали знаменитые актёры — Меган Фокс и Доминик Монаган.
19 сентября 2010 года было объявлено, что 3-й сингл — трек «No Love», записанный при участии Lil Wayne. Клип на трек был выпущен 1 октября.
К декабрю альбом существенно сдал в позициях чартов, однако в январе снова поднялся на лидирующие строчки. 7 февраля на официальном сайте появилась информация о том, что 4-й сингл — трек Space Bound. Через 3 дня компания Interscope подтвердила информацию, и сообщила дату выхода — 16 февраля 2011.
В феврале 2018 суммарное количество просмотров клипов на синглы из Recovery превысило отметку в 3 миллиарда.

## Обложка
25 мая 2010 Эминем через свой твиттер дал понять, что в ближайшем времени будет опубликована обложка. Чуть позже два варианта обложки были опубликованы на официальном сайте.
Paul Rosenberg (менеджер Eminem’а) написал в своем твиттере, что обе предоставленные обложки будут в альбоме «Recovery» в качестве одного буклета. «Нам всего лишь нужно будет поставить ту обложку, которая нам по душе. Или же, по другой версии одна из обложек будет к Explicit версии. Но возможно, что продаваться альбомы будут, как во 2 версии, но возможность переставить обложку останется».
На одной из передних обложек (к Explicit версии) Эминем идет по дороге. Это символ возвращения к новой жизни после излечения от наркомании. На другом варианте обложки рэпер сидит на диване в этаком стеклянном домике. Это символизирует то, что теперь ничто в мире не сможет извне повлиять на Эминема.
Кроме того, на заднем кавере альбома не был указан последний трек «Untitled». Этот трек должен был послужить своеобразным сюрпризом для слушателей альбома. Но в буклете информация о треке, так называемые «музыкальные титры» присутствуют.

## Гости
Эминем подтвердил нескольких участников, когда альбом все ещё назывался «Relapse 2»; он работал с Dr. Dre и 50 Cent. Также в альбоме предполагались совместные песни с D12, Royce da 5’9", Lil Wayne, Drake, Kid Cudi, Cashis, Lloyd Banks и Slaughterhouse. Но из этих артистов в трек-лист попали только Lil Wayne и Slaughterhouse (на бонус-треке). Также после выхода официального трек-листа стало известно, что в альбоме будут присутствовать Kobe, Pink, Rihanna, Slaughterhouse и Lil Wayne.

## Награды и номинации
| Год  | Номинирован             | Награда                     | Итог      |
| ---- | ----------------------- | --------------------------- | --------- |
| 2011 | «Грэмми»                | «Лучший рэп-альбом»         | Победа    |
| 2011 | «Грэмми»                | «Альбом года»               | Номинация |
| 2010 | «American Music Awards» | «Лучший рэп/хип-хоп альбом» | Победа    |
| 2010 | «American Music Awards» | «Лучший поп/рок альбом»     | Номинация |

## Список композиций
Это первый альбом Eminem без оортскитов.
| №   | Название                                 | Автор(ы)                                                                       | Продюсер               | Длительность |
| --- | ---------------------------------------- | ------------------------------------------------------------------------------ | ---------------------- | ------------ |
| 1.  | «Cold Wind Blows»                        | M. Mathers, J. Smith, S. Byrne, H. Marsh, J. Perry, C. Synge                   | Just Blaze             | 5:04         |
| 2.  | «Talkin' 2 Myself» (при уч. Kobe)        | M. Mathers, K. Rahman, P. Injeti, B. Honeycutt                                 | DJ Khalil              | 5:00         |
| 3.  | «On Fire»                                | M. Mathers, D. Porter, C. Wilson, L. Wilson, R. Wilson                         | Denaun Porter          | 3:34         |
| 4.  | «Won't Back Down» (при уч. Pink)         | M. Mathers, K. Rahman, E. Alcock, L. Rodrigues, C. Smith                       | DJ Khalil              | 4:26         |
| 5.  | «W.T.P.»                                 | M. Mathers, L. Resto, D. Chin-Quee, J. Gilbert                                 | Supa Dups              | 3:58         |
| 6.  | «Going Through Changes»                  | M. Mathers, E. Heynie, J. Osbourne, A. Iommi, W. Ward, T. Butler               | Emile                  | 4:59         |
| 7.  | «Not Afraid»                             | M. Mathers, L. Resto, M. Samuels, J. Evans, M. Burnett                         | Boi-1da                | 4:08         |
| 8.  | «Seduction»                              | M. Mathers, M. Samuels, M. Burnett, S. Jordan                                  | Boi-1da                | 4:35         |
| 9.  | «No Love» (при уч. Lil Wayne)            | M. Mathers, D. Carter, J. Smith, D. Halligan, J. Torello                       | Just Blaze             | 5:00         |
| 10. | «Space Bound» (при уч. Steve McEwan)     | M. Mathers, J. Scheffer, S. McEwan                                             | Jim Jonsin             | 4:39         |
| 11. | «Cinderella Man»                         | M. Mathers                                                                     | Script Shepherd        | 4:39         |
| 12. | «25 to Life» (при уч. Liz Rodrigues)     | M. Mathers, K. Rahman, L. Rodrigues, D. Tannenbaum                             | DJ Khalil              | 4:02         |
| 13. | «So Bad»                                 | M. Mathers, A. Young, M. Batson, D. Parker, T. Lawrence, S. Cruse, N. Brongers | Dr. Dre, Nick Brongers | 5:25         |
| 14. | «Almost Famous» (при уч. Liz Rodrigues)  | M. Mathers, K. Rahman, L. Rodrigues, E. Alcock. P. Injeti, D. Tannenbaum       | DJ Khalil              | 4:53         |
| 15. | «Love the Way You Lie» (при уч. Rihanna) | M. Mathers, A. Grant, H. Hafferman                                             | Alex da Kid            | 4:23         |
| 16. | «You're Never Over»                      | M. Mathers, J. Smith, M. Mainieri Jr., G. McMann                               | Just Blaze             | 5:06         |
| 17. | «Untitled» (скрытый трек)                | M. Mathers, K. Muchita, M. Crawford, J. Madara, D. White                       | Havoc, Magnedo7 (co.)  | 3:14         |

| №   | Название                               | Автор(ы)                                                    | Продюсер   | Длительность |
| --- | -------------------------------------- | ----------------------------------------------------------- | ---------- | ------------ |
| 18. | «Ridaz»                                | M. Mathers, A. Young                                        | Dr. Dre    | 5:00         |
| 19. | «Session One» (при уч. Slaughterhouse) | M. Mathers, R. Montgomery, J. Ortiz, D. Wickliffe, J. Smith | Just Blaze | 4:28         |

Список композиций, семплы которых были использованы в ходе работы над альбомом
- «Cold Wind Blows» содержит вставку из The Gringos — Patriotic Song
- «On Fire» семплирует «Peace and Love», исполненную Mandrill
- В «Going Through Changes» используются фрагменты песни Changes группы Black Sabbath
- «No Love» семплирует Haddaway — What Is Love
- «Space Bound» содержит вставку из R.E.M. — Drive
- «You’re Never Over» использует семпл из Gerard McMann — Cry Little Sister
- «Almost Famous» содержит семпл из песни Black Sabbath — Heaven & Hell
- «Untitled» использует семпл из Lesley Gore — You Don’t Own Me

## Чарты
| Чарты (2010)                          | Высш. позиция |
| ------------------------------------- | ------------- |
| Australia Albums Chart                | 1             |
| Austria Albums Chart                  | 1             |
| Belgium Ultratop 50 Albums (Flanders) | 2             |
| Belgium Ultratop 50 Albums (Wallonia) | 2             |
| Canadian Albums Chart                 | 1             |
| Czech Albums Chart                    | 8             |
| Denmark Albums Chart                  | 1             |
| European Top 100 Albums               | 1             |
| Finland Albums Chart                  | 8             |
| France Albums Chart                   | 2             |
| Germany Albums Chart                  | 2             |
| Greece Albums Chart                   | 1             |
| Hungarian Albums Chart                | 20            |
| Irish Albums Chart                    | 1             |
| Italian Albums Chart                  | 6             |
| Mexico Albums Chart                   | 34            |
| Netherlands Albums Chart              | 3             |
| New Zealand Album Charts              | 1             |
| Norway Album Charts                   | 2             |
| Polish Album Charts                   | 4             |
| Spanish Albums Chart                  | 13            |
| Swedish Albums Chart                  | 5             |
| Swiss Albums Chart                    | 1             |
| UK Albums Chart                       | 1             |
| US Billboard 200                      | 1             |
| US Top R&B/Hip-Hop Albums             | 1             |
| US Top Rap Albums                     | 1             |

| Страна         | Сертификат  |
| -------------- | ----------- |
| США            | Platinum    |
| Великобритания | 2x Platinum |
| Австралия      | 2x Platinum |
| Германия       | Gold        |
| Бельгия        | Gold        |
| Новая Зеландия | Platinum    |
| Швейцария      | Platinum    |
| Россия         | Platinum    |

### Позиция прочих песен из альбома в чарте
| 2010 | «25 to Life»       | 92 | 90 | -  |
| 2010 | «Cold Wind Blows»  | 71 | -  | -  |
| 2010 | «No Love»          | 23 | 49 | 77 |
| 2010 | «Talkin' 2 Myself» | 88 | 97 | -  |
| 2010 | «Won’t Back Down»  | 62 | 65 | 82 |

## Издание
| Регион         | Дата         | Лейбл                        | Формат               | Каталог      | Ref    |
| -------------- | ------------ | ---------------------------- | -------------------- | ------------ | ------ |
| Австралия      | 18 июня 2010 | Shady, Aftermath, Interscope | CD, Digital download | 2739452      | [ 50 ] |
| Евросоюз       | 18 июня 2010 | Polydor                      | CD, Digital download |              |        |
| Великобритания | 21 июня 2010 | Polydor                      | CD, Digital download | B003KUSUG8   | [ 51 ] |
| США            | 21 июня 2010 | Shady, Aftermath, Interscope | CD, Digital download | B0014411     | [ 52 ] |
| Япония         | 23 июня 2010 | Universal Music              | CD, Digital download | UICS1214     | [ 53 ] |
| Бразилия       | 6 июля 2010  | Universal Music              | CD, Digital download | 602527394527 | [ 54 ] |